# الن کانینگهام (گیاه‌شناس)
الن کانینگهام (انگلیسی: Allan Cunningham; ۱۳ ژوئیهٔ ۱۷۹۱ – ۲۷ ژوئن ۱۸۳۹) گیاه‌شناسی، اکتشاف جغرافیایی اهل استرالیا بود.